# Eneoptera nigripedis
Eneoptera nigripedis är en insektsart som beskrevs av Robillard 2005. Eneoptera nigripedis ingår i släktet Eneoptera och familjen syrsor. Inga underarter finns listade i Catalogue of Life.